# Ліза Калтенеґґер
Ліза Калтенеґґер (нім. Lisa Kaltenegger; нар. 4 березня 1977 року в Кухлі, поблизу Зальцбурга) — австрійська астрономка, що спеціалізується на моделюванні та характеристиці екзопланет і пошуку життя. 1 липня 2014 року її було призначено доценткою кафедри астрономії в Корнелльському університеті Раніше вона обіймала спільну посаду в Інституті астрономії імені Макса Планка в Гайдельберзі, де була керівницею дослідницької групи імені Еммі Нетер «Суперземлі та життя», та в Центрі астфофізики Гарвардського та Смітсонівського інститутів у Кембриджі, штат Массачусетс. 2008 року її було призначено лекторкою у Гарвардському університеті, а 2011 року — в Гайдельберзькому університеті.

## Академічна кар'єра
Калтенеґґер здобула ступінь з астрофізики 1999 року в Університеті Карла Франценса в Ґраці, Австрія; ступінь магістра з фізики та інженерії 2001 року в Технологічному університеті Ґраца; та ступінь доктора з астрофізики 2005 року в Університеті Карла Франценса. Докторський ступінь здобула Sub auspiciis Praesidentis президента Австрії.
Калтенеґґер знана завдяки дослідженням атмосфер позасонячних планет, особливо земноподібних, і є піонеркою у вивченні Землі як астрономічного об'єкта, що еволюціонує в часі. Вона вивчала зміну спектрального відбитка Землі у порівнянні з еволюційними стадіями екзопланет, подібних до Землі, щоб створити «Діаграму ідентифікації прибульців», вказуючи на те, що оскільки біологія та геологія змінюють Землю упродовж віків, її вигляд для телескопа, який спостерігає її з далеких зір, також змінюватиметься. Також досліджувала здатність майбутніх телескопів, як-от космічного телескопа імені Джеймса Вебба, виявляти ознаки життя за допомогою спектральних біомаркерів (біосигнатур) та створила перші спектри Землі, яку спостерігали як транзитну екзопланету, у 2009 році, дійшовши висновку, що це буде складною проблемою для космічного телескопа імені Джеймса Вебба, і для пошуку ознак життя на багатьох планетах потрібні більші майбутні телескопи.
2009 року Калтенеґґер обговорювала, як можна визначити придатність для життя супутників навколо планет-гігантів, що збігається з припущенням про такий супутник у фільмі «Аватар».
2010 року Калтенеґґер досліджувала, чи можна спостерігати геологічну активність — що є надзвичайно важливою для придатності до життя — на екзопланетах. Вона з'ясувала, що виверження, які вдесятеро перевищують силу Пінатубо, можуть бути виявлені на найближчих екзопланетах, що дозволяє нам дізнатися, наскільки інші планети подібні до Землі. 2011 року вона очолила команду, яка змоделювала спектральний відбиток Глізe 581 d, однієї з перших малих планет з радіальною швидкістю, відкритих у зоні життя її зорі.
2013 року Калтенеґґер була частиною команди, яка оголосила про відкриття перших двох потенційно придатних для життя планет Кеплера з радіусами меншими за 2 радіуси Землі в зоні життя їхніх зір, Kepler 62e та Kepler 62f, та досліджувала, чи можуть ці планети все-таки бути придатними для життя та як виглядали б їхні спектри, якби вони були водними світами.
2021 року Калтенеґґер та Дж. К. Фагерті ідентифікували 1715 зірок (з ймовірно пов'язаними екзопланетними системами) в межах 326 світлових років (100 парсеків), які мають вигідну позиційну точку огляду — відносно транзитної зони Землі (ETZ) — для виявлення Землі як екзопланети, що транзитує навколо Сонця з початку людської цивілізації (близько 5000 років тому); очікується, що ще 319 зір прибудуть до цієї особливої точки огляду упродовж наступних 5000 років.
Калтенеґґер чотири роки була частиною Виконавчої ради Аналітичної групи програми дослідження екзопланет NASA (Exo-PAG) та є частиною наукової групи супутника дослідження транзитних екзопланет (TESS) та FGS /NIRISS. Калтенеґґер є засновницею[джерело?] та нинішньою директоркою Інституту Карла Сагана в Корнелльському університеті.

## Відзнаки
Астероїд 7734 Кальтенеґґер названо на честь Лізи Калтенеґґер. 2007 року журнал Smithsonian назвав її молодою новаторкою Америки в галузі мистецтва та науки, а також вона здобула премію Пола Гертеленді для видатного молодого вченого в Гарвард-Смітсонівському центрі астрофізики. 2012 року її було названо взірцем для наслідування Європейської Комісії в рамках кампанії ЄС «Жінки в дослідженнях і науці» та нагороджено премією Гайнца Маєра-Лейбніца з фізики, яку щорічно присуджують лише шести молодим дослідникам у всіх галузях науки в Німеччині. 2013 року її було обрано керівницею ініціативи Simons Origins of Life а також керівницею Японського інституту наук про Землю та життя (ELIS). 2014 року вона отримала премію Крістіана-Доплера міста Зальцбург за науку та інновації.

## Переклади українською
2025 року у видавництві «Бородатий Тамарин» вийшла книжка науковиці «Екзопланети. Пошуки нової землі у глибинах космосу». Перекладачка — Марія Юськевич.

## Зовнішні посилання
- Домашня сторінка Калтенеґґер в Гарварді
- Інтерв'ю Калтенеґґер 2013 року для Nautilus (на Vimeo)
- CNN Interview on Avatar and Habitable Moons
- Erde und die Spuren von Leben im All